# Karl Isakson
Karl Oscar Isakson (16. ledna 1878 Stockholm – 19. února 1922 Kodaň) byl švédský modernistický malíř, působící po většinu života v Dánsku.
Pocházel z rodiny kováře a pradleny, jeho mladší sestra Ester Isaksonová se také stala malířkou. Aby po otcově předčasné smrti uživil rodinu, pracoval od třinácti let jako malíř pokojů, později se stal pomocníkem Carla Larssona při jeho práci na výzdobě  Národního muzea. V letech 1897 až 1901 studoval na Královské akademii výtvarných umění ve Stockholmu, pak cestoval po Německu a Itálii. Seznámil se s dánským malířem Kristianem Zahrtmannem a navštěvoval jeho malířskou školu v Kodani, vyznačující se moderními postupy. Pak se usadil v Dánsku natrvalo, působil na Bornholmu a souostroví Ertholmene. Patřil k hlavním představitelům bornholmské malířské školy, inspirující se místním geniem loci a usilující o propojení severské krajinářské tradice s postupy abstraktního umění. Pobýval také v Paříži, kde navštěvoval Colarossiho akademii a spolupracoval s Henrim Le Fauconnierem. Těžkou ránu jeho uměleckým záměrům zasadilo, když byl po vypuknutí první světové války vykázán z ostrova Christiansø, protože jako cizinec nesměl malovat místní vojenské objekty. Byl velmi skromný a své obrazy téměř nevystavoval ani neprodával, závěr jeho života byl poznamenán slábnoucím zrakem a duševní chorobou. Zemřel na zápal plic ve čtyřiačtyřiceti letech.  
Isaksonovu zralou tvorbu ovlivnili Gustave Moreau a Paul Cézanne, pak se stal jedním z průkopníků kubismu. V jeho díle se objevují časté náboženské náměty, zajímal se o severskou mytologii, jeho oblíbeným autorem byl Søren Kierkegaard.
Na Isaksonovu tvorbu navázal Edvard Weie, významně ji propagoval kritik Karl Madsen. Jeho díla má ve svých sbírkách Muzeum moderny, Göteborgs konstmuseum, Státní muzeum umění a Bornholmské muzeum umění.

## Galerie

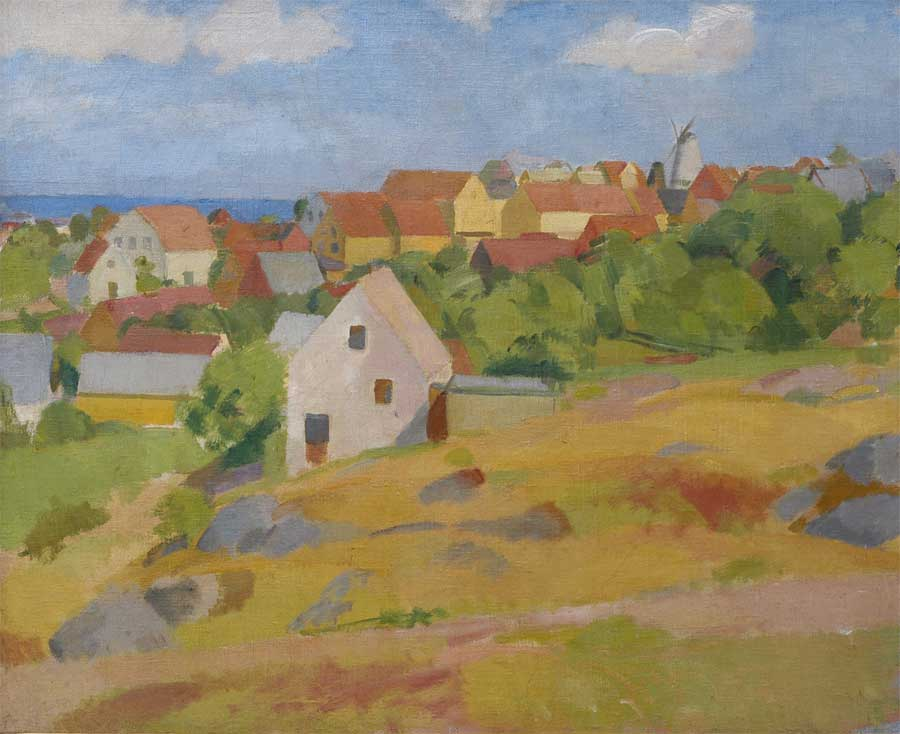
Pohled na Gudhjem
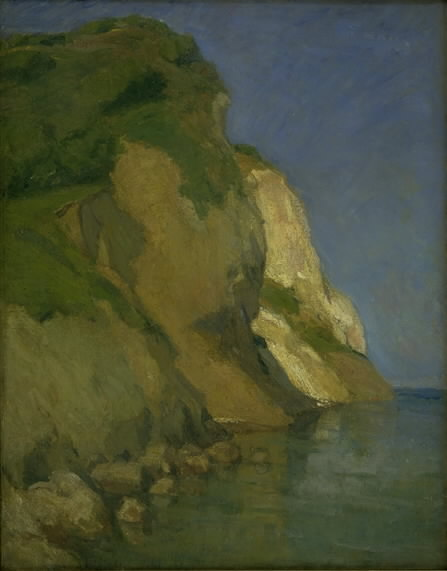
Møens Klint (1904)
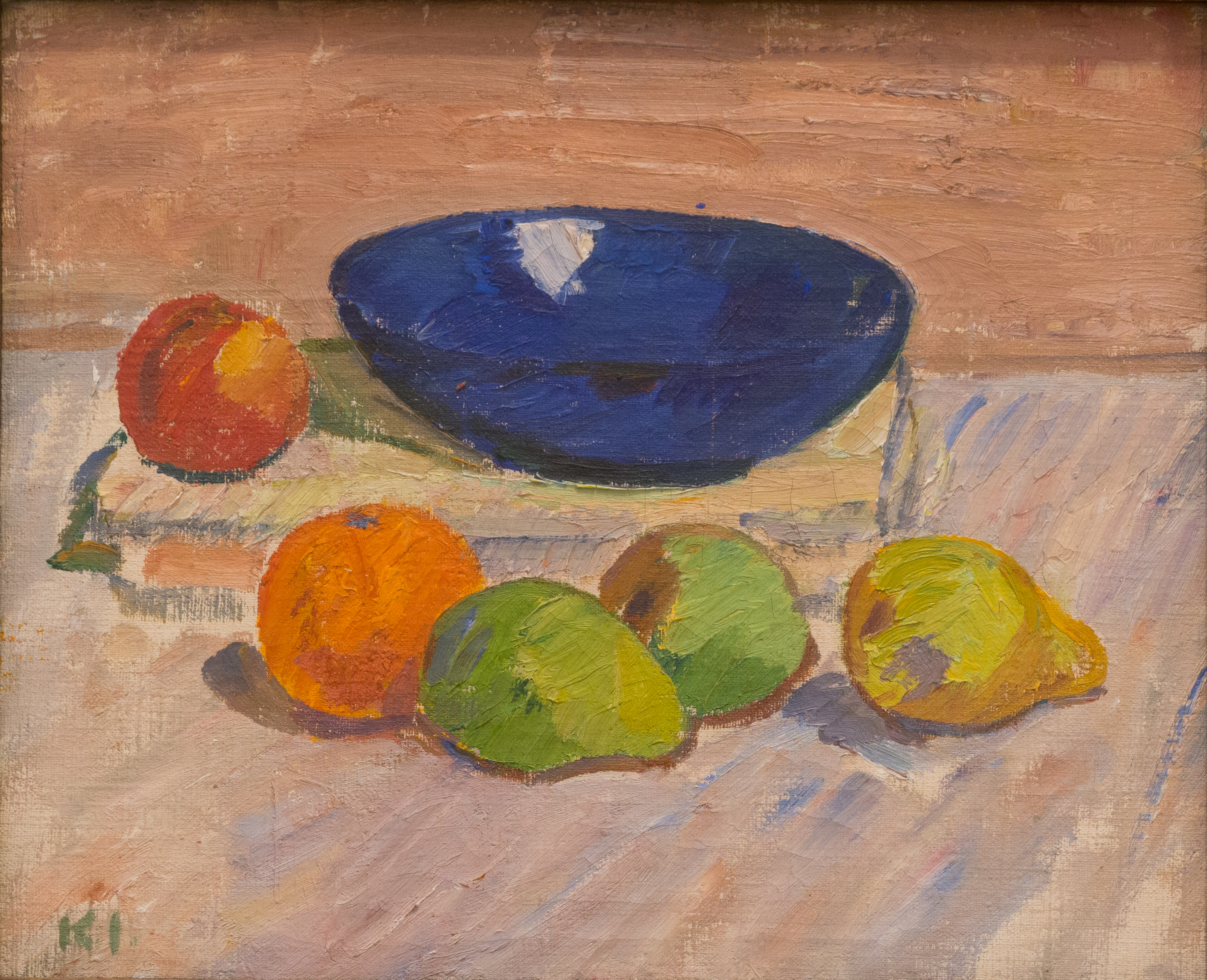
Zátiší s modrou mísou a ovocem (1910)
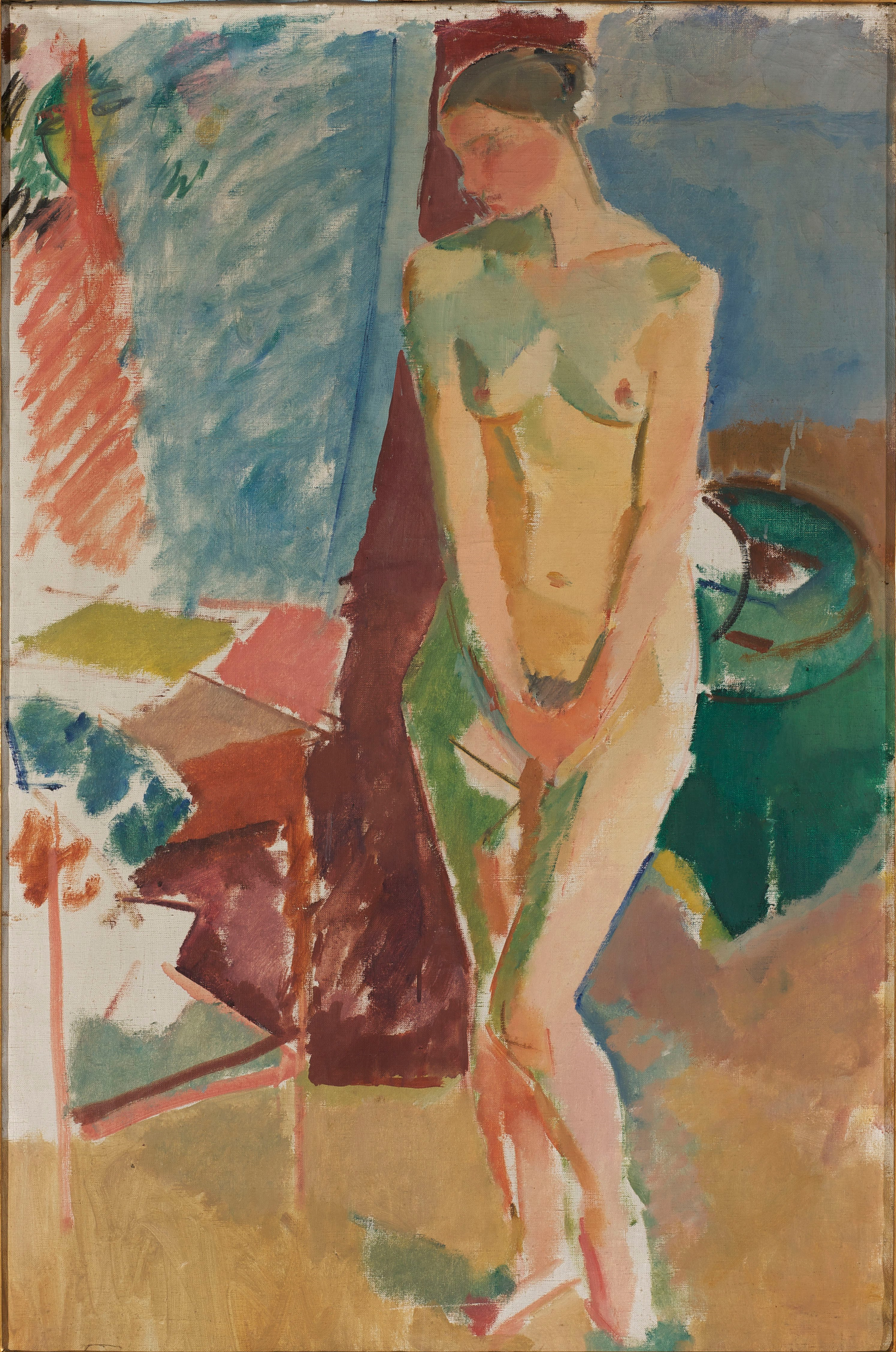
Stojící akt (1918)
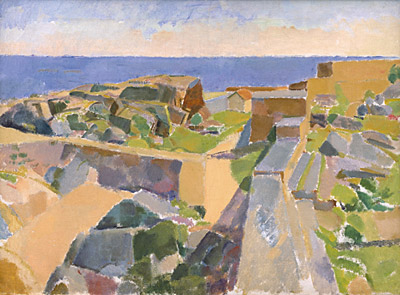
Hradby na Christiansø (1921)
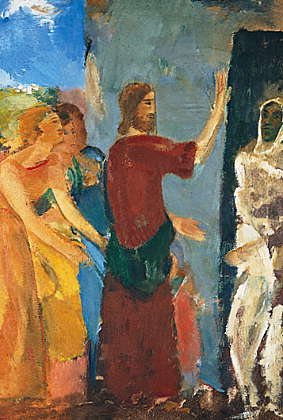
Vzkříšení Lazara (1921)